# Liste der Träger der Silbernen Medaille für Verdienste um die Republik Österreich seit 1952
In dieser nicht vollständigen Liste sind Besitzer der Silbernen Medaille für Verdienste um die Republik Österreich (1952) mit kurzen Angaben zur Person und, wenn bekannt, zum Anlass der Verleihung aufgeführt.
Bei den Berufs- bzw. Funktionsbezeichnungen ist der Einheitlichkeit halber immer der erlernte Beruf (falls relevant, sonst der zum Zeitpunkt der Verleihung ausgeübte Beruf) und nachstehend die Funktion, gereiht nach politischer Ebene, angegeben.
Die Einträge sind, falls bekannt, nach dem Verleihungsjahr oder der Veröffentlichung sortiert, innerhalb des Jahres alphabetisch, die Jahresangaben haben aber aufgrund der verschiedenen Quellangaben eine Unschärfe, da die Zeit vom Antrag über die Verleihung bis zur Bekanntmachung mehrere Monate betragen kann.
Eine – teils unvollständige – Liste findet sich in einer Anfragebeantwortung des Bundeskanzlers:

## Träger
| Nationalität | Name                   | Geboren | Gestorben | Beruf               | Funktion                                                                | Verleihung |
| ------------ | ---------------------- | ------- | --------- | ------------------- | ----------------------------------------------------------------------- | ---------- |
| Osterreich   | Ernst Braumüller       |         |           |                     |                                                                         | 1952       |
| Osterreich   | Rudolf Altof           |         |           | Polier              | Sraßenbaupolier                                                         | 1954       |
| Osterreich   | Ferdinand Atteneder    |         |           |                     |                                                                         | 1954       |
| Osterreich   | Theresa Balic          |         |           | Amtswart            | Amtswart im LAA Wien                                                    | 1954       |
| Osterreich   | Karl Boldrino          |         |           |                     |                                                                         | 1954       |
| Osterreich   | Karl Bösch             |         |           |                     |                                                                         | 1954       |
| Osterreich   | Franz Brunner          |         |           |                     |                                                                         | 1954       |
| Osterreich   | Johann Brunner         |         |           |                     |                                                                         | 1954       |
| Osterreich   | Albert Decker          |         |           |                     |                                                                         | 1954       |
| Osterreich   | Alfred Denk            |         |           |                     |                                                                         | 1954       |
| Osterreich   | Leopold Dörrer         |         |           |                     |                                                                         | 1954       |
| Osterreich   | Walter Ebner           |         |           |                     |                                                                         | 1954       |
| Osterreich   | Johann Eichler         |         |           |                     |                                                                         | 1954       |
| Osterreich   | Alois Eisl             |         |           |                     |                                                                         | 1954       |
| Osterreich   | Josef Engerth          |         |           |                     |                                                                         | 1954       |
| Osterreich   | Franz Engl             |         |           |                     |                                                                         | 1954       |
| Osterreich   | Josef Exl              |         |           |                     |                                                                         | 1954       |
| Osterreich   | Johann Moritz          |         |           | Förster             |                                                                         | 1962       |
| Osterreich   | Rudolf Fritz           |         |           |                     |                                                                         | 1975       |
| Osterreich   | Karl Stöllberger       |         |           | Feuerwehrkommandant | Kommandant der Freiwilligen Feuerwehr Ostermiething                     | 1984       |
| Deutschland  | Norbert Markus         |         |           | Polizist            | Polizeibeamter im deutschen Bundeskriminalamt                           | 1986       |
| Osterreich   | Ernest Windholz        | 1960    |           |                     |                                                                         | 1996       |
| Osterreich   | Helmut Hauer           |         |           |                     |                                                                         | 2013       |
| Osterreich   | Gertraud Teppan        |         |           | Politikerin         |                                                                         | 2006       |
| Osterreich   | Christina Gariel       |         |           | Polizist            | Bezirksinspektor der Bundespolizei                                      | 2008       |
| Osterreich   | Elfriede König         |         |           | Vereinsfunktionär   | Obfrau der Dirndl-, Edelbrand- und Dörrobstgemeinschaft Pielachtal      | 2016       |
| Osterreich   | Anna Pendl             |         |           | Beamte              | ÖBB-Bedienstete                                                         |            |
| Osterreich   | Karlheinz Frischke     | 1934    | 2010      | Schlossermeister    | Schwimmlehrer und Wasserretter                                          | 1998       |
| Osterreich   | Otto Pendl             | 1951    | 2021      | Justizwachebeamter  | Justizwachebeamter in Wien und Politiker                                |            |
| Osterreich   | Hermann Weber          | 1939    | 2017      | Beamter             | Lebensretter und Beamter der Österreichischen Bundesbahnen              |            |
| Osterreich   | Ernst Winter           | 1958    |           | Beamter             | Beamter im Dienst der Präsidentschaftskanzlei                           |            |
| Osterreich   | Ernst Haselwanter      | 1920    | 2003      |                     |                                                                         |            |
| Osterreich   | Franz Schuster         | 1891    | 1975      |                     | Bürgermeister von Markt Piesting                                        | 1956       |
| Deutschland  | Stefanf Josef Sprenger | 1980    |           | Berufssoldat        | Stabsfeldwebel, George C. Marshall European Center for Security Studies | 2024       |